# Libkov (Plzeň)
Libkov é uma comuna checa localizada na região de Plzeň, distrito de Domažlice.